# مانوئل بربریان
مانوئل بِربِریان (ارمنی: Մանուել Բերբերյան; زاده ۵ آبان ۱۳۲۴ در تهران) زمین‌شناس ایرانی ارمنی‌تبار و از پیشگامان لرزه‌شناسی و دانش زمین‌ساخت در ایران و عضو آکادمی علوم نیویورک است.

## زندگی‌نامه و فعالیت‌های علمی
مانوئل بربریان در ۵ آبان ۱۳۲۴ (۲۷ اکتبر ۱۹۴۵) در تهران در خانواده‌ای ارمنی زاده شد. وی پس از اتمام دوره کارشناسی زمین‌شناسی از دانشگاه تهران در سال ۱۳۴۷ به سازمان زمین‌شناسی کشور پیوست و بنیادگذار گروه پژوهشی زمین‌ساخت، لرزه زمین‌ساخت سازمان زمین‌شناسی کشور در سال ۱۳۵۰ شد.
وی درجه دکتری خود را در رشته ژئوفیزیک و با تخصص در لرزه زمین‌ساخت و لرزه‌شناسی زلزله از دانشگاه کمبریج انگلستان در سال ۱۹۸۱ دریافت کرد و پس از بازگشت به ایران و اشتغال مجدد در سازمان زمین‌شناسی کشور در فاصله سال‌های ۱۳۶۰ تا ۱۳۶۹ به عنوان پژوهشگر، کارشناس ارشد زمین‌شناسی و رئیس بخش پژوهش‌های صحرایی زمین‌لرزه و مشاور علمی رئیس سازمان زمین‌شناسی به فعالیت پرداخت و در سال ۱۳۶۹ به عنوان عضو هیئت مدیره پژوهشگاه بین‌المللی زلزله‌شناسی و مهندسی زلزله برگزیده شد.
دکتر بربریان در سال ۱۹۹۰ عازم ایالات متحده آمریکا شد تا فعالیت‌های پژوهشی خود بر روی ایران را در آنجا دنبال کند. در دو سال اول پس از عزیمت خود در گروه صحرایی مطالعه دیرینه لرزه‌شناسی گسل سان آندریاس در مؤسسه فناوری کالیفرنیا و در تدوین نخستین کاتالوگ زمین‌لرزه ایران در یونسکو شرکت داشت و از سال ۱۹۹۲ تاکنون نیز در نیوجرسی به‌عنوان متخصص زمین‌شناسی و محیط زیست مشغول فعالیت است.
مانوئل بربریان موفق به ارائه بیش از ۳۰۰ مقاله در زمینه‌های لرزه‌شناسی، لرزه زمین‌ساخت، زمین‌شناسی زمین‌لرزه‌ها، ارزیابی خطر لرزه‌ای، زمین‌ساخت، زمین‌شناسی ناحیه‌ای، زمین‌شناسی ساختاری، زمین‌شناسی صحرایی، نقشه‌های زمین‌شناسی، علوم و مهندسی محیط زیست به دو زبان فارسی و انگلیسی شده‌است.
مقاله‌های کلیدی وی در مورد زمین‌ساخت ایران، همچنان مرجع بسیاری از مطالعات زمین‌شناسی ایران است و بسیاری از ناگشوده‌های زمین‌شناسی ایران را حل کرده‌است.
دکتر بربریان به عنوان یکی از دانشمندان بزرگ لرزه زمین‌ساخت جهان عضو مؤسسه‌ها و انجمن‌های بسیاری همچون فرهنگستان علوم نیویورک، مؤسسه زمین‌شناسان حرفه‌ای آمریکا، اتحادیه پیشبرد علوم آمریکا، مؤسسه پژوهش‌های مهندسی زلزله آمریکا، انجمن فلسفه کمبریج، انجمن زمین‌شناسی لندن، انجمن زمین‌شناسی آمریکا، اتحادیه ژئوفیزیک آمریکا، انجمن لرزه‌شناسی آمریکا و مؤسسه بین‌المللی پیشگیری و کاهش خطرهای طبیعی کانادا است.
کتاب وی با عنوان «دگرریختی قاره‌ای در فلات ایران زمین» (در ۶۲۶ صفحه به زبان انگلیسی) در دوره دوم کتاب سال جمهوری اسلامی ایران در سال ۱۳۶۴ از طرف وزارت فرهنگ و ارشاد اسلامی به عنوان کتاب سال در رشته زمین‌شناسی برگزیده شد.
انجمن زمین‌شناسی ایران در سال ۱۳۷۷ به پاس سال‌ها پژوهش بر روی لرزه‌شناسی و پیشبرد دانش زمین‌لرزه و نقش دکتر بربریان در مطالعه زمین‌ساخت ایران، وی را به عنوان اولین زمین‌شناس نمونه سال انتخاب کرد.
در یکصد و بیست و پنجمین نشست پژوهشی انجمن زمین‌شناسی آمریکا در اکتبر ۲۰۱۳، سمیناری تحت عنوان «فرگشت اقیانوس تتیس و لرزه زمین‌ساخت جنوب باختری آسیا» برگزار و از دکتر مانوئل بربریان به پاس ۴۰ سال فعالیت پژوهشی در لرزه‌شناسی زمین‌لرزه‌ها و زمین‌ساخت ایران تقدیر شد.